# Chikmagalur
Chikmagalur est une ville indienne située dans le district de Chikmagalur dans l’État du Karnataka. En 2011, sa population était de 118 496 habitants.

## Source de la traduction
- (en) Cet article est partiellement ou en totalité issu de l’article de Wikipédia en anglais intitulé « Chikmagalur » (voir la liste des auteurs).